# Yoshitaka Takeya
Yoshitaka Takeya (竹谷 佳孝, Takeya Yoshitaka;Yamaguchi, 27 januari 1980) is een Japanse golfprofessional. Hij speelt op de Japan Golf Tour en de Japan Challenge Tour.
Door het winnen van het Japan Golf Tour Championship in 2014 kwalificeerde hij zich voor de WGC - Bridgestone Invitational, die enkele weken later werd gespeeld. Het Tour Championship werd gespeeld  op de West Course van de Shishido Hills Country Club in Kasama.  

## Gewonnen
Japan Golf Tour
- 2014: Japan Golf Tour Championship

Japan Challenge Tour
- 2013: JGTO Novil Final